# کیم نواک
مریلین پولین «کیم» نُواک (به انگلیسی: Marilyn Pauline "Kim" Novak) (زاده ۱۳ فوریه ۱۹۳۳) بازیگر سینما و تلویزیون آمریکایی است.او پس از امضای قرارداد با کلمبیا پیکچرز کار خود را در سال ۱٩۵۴ آغاز کرد. نُواک بیشتر به‌خاطر بازی در نقش دوگانه‌اش در فیلم سرگیجه (۱۹۵۸) ساخته آلفرد هیچکاک شناخته می‌شود.
نواک در سال ۱۹۹۷ خرس طلایی افتخاری جشنواره فیلم برلین را به پاس یک عمر دستاورد سینمایی دریافت کرد. او همچنین دو بار جایزه گلدن گلوب بهترین بازیگر زن را به‌دست آورده است. ستاره شهرت کیم نواک در سال ۱۹۶۹ در پیاده‌روی شهرت هالیوود نقش بست.او در هشتاد و یکمین دوره جشنواره فیلم ونیز با دریافت شیر طلایی برای یک عمر دستاورد هنری مورد تجلیل قرار می‌گیرد.

## زندگی
مَریلین پولین نواک در سال ۱۹۳۳ در ایلی‌نوی زاده شد. پدر و مادرش هر دو چک تبار بودند. نواک وقتی که در دبیرستان درس می‌خواند، برنده یک بورس تحصیلی در مؤسسه هنر شیکاگو شد. او حرفه‌اش را پس از ترک مدرسه، به‌عنوان یک مدل نوجوان در یک فروشگاه بزرگ محلی آغاز کرد. او پس از دریافت بورسیه آموزشی در یک آکادمی مدلینگ، شغلش را به صورت نیمه‌وقت ادامه داد. او شغل‌هایی مانند متصدی آسانسور، فروشنده و دستیار دندانپزشکی را هم تجربه کرد.
او پس از گذراندن یک دوره سفرهای کاری به‌عنوان سخنگوی یک شرکت یخچال‌سازی، در پی یافتن شغل مانکنی به لس‌آنجلس نقل مکان کرد.
کیم نواک در سن هفتاد و هفت سالگی به سرطان سینه مبتلا شد و پزشکان وضعیت جسمانی او را رو به بهبود تشخیص دادند.

## حرفه
در سال ۱۹۵۴ برای نخستین بار در یک فیلم سینمایی در نقش یک مدل ظاهر شد، بی آنکه نامی از او در تیتراژ فیلم آورده شود. سرانجام توسط کارگزار استعدادیابی کلمبیا پیکچرز کشف شد و در برابر دوربین فیلم‌برداری تست داد. نواک قراردادی بلندمدت را امضاء کرد و نام کوچکش توسط استودیو به «کیم» تغییر یافت و در نتیجه تبدیل به کیم نواک شد.

## چگونگی ساخت «مادلین»
او در خصوص این تجربه ی خود با هیچکاک بیان می کند:
«هیچکاک چیزی که از من می‌خواست این بود که از درون پر از احساسات باشم، ولی این احساسات را زیاد در بیرون خودم بروز ندهام. چنین شخصیتی را برای مادلین در نظر داشت.»

## کیم نواک در نظر دیگران
تروفو در خصوص نقش مادلین در فیلم سرگیجه هیچکاک بیان می کند:
در کیم نواک یک حالت انفعالی حیوانی بود و با نقشش تناسب کامل داشت.

## فیلم‌شناسی
- کار آسان (۱۹۵۴)
- پیفت (۱۹۵۴)
- پسر سندباد (۱۹۵۵)
- پنج نفر علیه خانه (۱۹۵۵)
- مرد بازوطلایی (۱۹۵۵)
- پیک نیک (۱۹۵۵)
- سرگذشت ادی دوچین (۱۹۵۶)
- جین ایگلز (۱۹۵۷)
- پال جوی (۱۹۵۷)
- سرگیجه (۱۹۵۸)
- گربه جادوگر (زنگ، کتاب و شمع) (۱۹۵۸)
- نیمه شب (۱۹۵۹)
- په په (۱۹۶۰)
- وقت ملاقات بیگانه‌ایم (۱۹۶۰)
- شبگردی پسران (۱۹۶۲)
- صاحبخانه رسوا (۱۹۶۲)
- قیود بشری (۱۹۶۴)
- احمق، مرا ببوس (۱۹۶۴)
- ماجراهای عشقی مال فلاندرز (۱۹۶۵)
- افسانه لایلاکلر (۱۹۶۸)
- سرقت بزرگ بانک (۱۹۶۹)
- سومین دختر از سمت چپ (۱۹۷۳)
- قصه‌های شاهد جنایت (۱۹۷۳)
- مثلث شیطان (۱۹۷۵)
- حمام خون در درایوین (۱۹۷۶)
- بوفالوی سفید (۱۹۷۷)
- یک ژیگولو (۱۹۷۹)
- آیینه شکست (۱۹۸۰)[۵]
- بچه‌ها (۱۹۹۰)
- لیبستراوم (۱۹۹۱)